# Cantone di Aspet
Il Cantone di Aspet era una divisione amministrativa dell'Arrondissement di Saint-Gaudens.
A seguito della riforma approvata con decreto del 13 febbraio 2014, che ha avuto attuazione dopo le elezioni dipartimentali del 2015, è stato soppresso.

## Composizione
Comprendeva 21 comuni:
- Arbas
- Arbon
- Arguenos
- Aspet
- Cabanac-Cazaux
- Cazaunous
- Chein-Dessus
- Couret
- Encausse-les-Thermes
- Estadens
- Fougaron
- Ganties
- Herran
- Izaut-de-l'Hôtel
- Juzet-d'Izaut
- Milhas
- Moncaup
- Portet-d'Aspet
- Razecueillé
- Sengouagnet
- Soueich